# Baal Hammon
 Baal-Hammon  Baal-Hammon (Ba’al-Hammon, Ba’al Khamon lub Baal-Ammon) – fenicko-punickie bóstwo nieba i wegetacji, naczelny bóg Kartaginy. Przez uczonych utożsamiany z północnosemickim Elem lub Dagonem. Przedstawiany był jako brodaty starszy człowiek z kręconymi baranimi rogami. Uważany za małżonka bogini Tanit. Po raz pierwszy wzmiankowany jest w inskrypcji znalezionej w hetycko-aramejskim Sam’al (inna nazwa Ja'udi, obecnie Zincirli w południowo-wschodniej Turcji) Jego kult rozszerzył się także na Maltę i Sycylię. W Afryce północnej i na Sycylii prawdopodobnie częścią jego kultu było składanie ofiar z dzieci (zobacz dyskusję wokół ludzkich ofiar w Kartaginie w haśle Moloch).
W samej Kartaginie bóg był łączony z baranem i czczony jako Ba'al Qarnaim („Pan obu rogów”) i czczonym w otwartym sanktuarium w miejscu Jebel Bu Kornin („rogate wzgórze”) na kartagińskiej plaży.
Baal Hammon był prawdopodobnie identyfikowany z Baalem Melkartem.
Identyfikowany był przez Greków w Kronosem, a przez Rzymian z Saturnem.

## Znaczenie imienia
Znaczenie przydomku bóstwa nie jest jasne. Ernest Renan łączył je z miejscowością Umm al-‘Awamid (starożytne Hammon, między Tyrem a Akką), gdzie odnalazł dwie inskrypcje fenickie dedykowane Baalowi – Hammonowi. Przydomek bóstwa był też łączony z hebrajskim/fenickim ḥammān („brązowy”). Frank Moore Cross opowiedział się za łączeniem imienia bóstwa z Khamōn, ugarycką i akadyjską nazwą góry Amanus, położonej na pograniczu Syrii i Cylicji. Opierał się na ugaryckim opisie Ela jako rezydującego na górze Haman. Imię Baala Hammona jest też prawdopodobnie związane z imieniem egipskiego Amona, bóstwa wyroczni w oazie Siwa. Dlatego podejrzewa się, że także mógł być bogiem wyroczni.